# Лернер, Йосл
Йосл (Йосеф) Ле́рнер (идиш יאָסל לערנער‎‎; 24 ноября 1903, Рени, Измаильский уезд, Бессарабская губерния — 24 апреля 1994, Кирьят-Оно, Тель-Авив, Израиль) — еврейский поэт, драматург, педагог. Писал на идише.

## Биография
Йосл Лернер родился в волостном бессарабском местечке Рени, расположенном в левобережье Дуная (теперь райцентр в Одесской области Украины) в 1903 году. Жил в Бричанах (теперь райцентр Бричанского района Молдовы), учился в Черновицах, в 1930-е годы работал учителем в Штефанештах (жудец Ботошаны в румынской провинции Молдова).
Дебютировал в 1929 году стихотворениями в периодической печати Румынии (газета «Черновицэр блэтэр»), а в 1936 году в Бухаресте вышел первый поэтический сборник Лернера «Дос гезанг фун hинтэргас: лид ун фолксмотив» (Напев подворотни: песня и народный мотив), в котором в полной мере проявился его интерес к городскому фольклору. В 1936 году вместе с поэтом Йосефом Трахтенбергом написал ряд одноактных пьес для театра-варьете.
После присоединения Бессарабии и Буковины к СССР в 1940 году Йосл Лернер поселился в Черновцах. В годы Великой Отечественной войны — в гетто в Транснистрии. C исчезновением советской периодики на идише в 1940-х годах печататься больше возможности не имел.
В 1949 году арестован в ходе массовых арестов еврейских литераторов, осуждён на 10 лет исправительно-трудовых лагерей, после освобождения в 1954 году вернулся в Черновцы.
В 1972 году Йосл Лернер переехал в Израиль, где вновь начал публиковать стихи и выпустил несколько поэтических сборников, в том числе «Фун хэлэмэр пинкэс» (Из хелемской хроники, 1975), «Биз с’hэйбт он тогн» (Пока не начнёт светать, 1977), «Бам офэнэм фэнцтэр» (У раскрытого окна, 1979), «Лидэр ун майсэлэх мит а гутн мэйн» (Стихи и сказки с хорошим умыслом, 1983).
Публиковался в «Черновицэр блэтэр» (Черновицкие листки, Черновицы), «Ундзэр цайт» (Наше время, Кишинёв), «Шойбм» (Окна, Бухарест), «Уфганг» (Восход, Сигет), «Литэрарише блэтэр» (Литературные листки, Варшава), «Найе прэсэ» и «Ундзэр ворт» (Новая пресса и Наше слово, Париж), «Идишэ цайтунг» (Еврейская газета, Буэнос-Айрес), «Советиш геймланд» и «Горизонтн» (Москва), израильских изданиях «Ба зих» (У себя), «Иерушолаимер алманах» (Иерусалимский альманах), «Исроэл штимэ» (Голос Израиля), «Лэцтэ найес» (Последние новости).

## Книги
- דאָס געזאַנג פֿון הינטערגאַס: ליד און פֿאָלקסמאָטיװ (дос гезанг фун hинтэргас: лид ун фолксмотив — напев подворотни: песня и народный мотив). Бухарест: Фарлаг Шолэм-Алэйхэм, 1936.
- פֿון כעלעמער פּנקס (фун хелэмэр пинкэс — из хелемской хроники). Тель-Авив: И. Л. Перец-Фарлаг, 1975.
- ביז ס'הײבט אָן טאָגן (биз c’hэйбт он тогн — пока не начнёт светать). Тель-Авив, 1977.
- בײַם אָפֿענעם פֿענצטער (бам офэнэм фэнцтэр — у раскрытого окна). Тель-Авив: Най-Лэбм (Новая жизнь), 1979.
- לידער און מעשׂהלעך מיט אַ גוטן מײן (лидэр ун майсэлэх мит a гутн мэйн — стихи и сказки с хорошим умыслом). Тель-Авив: Х. Лейвик-Фарлаг, 1966 и 1983.
- על בהונות עולה השחר — שירים (на иврите), 1981.